# 林雄一郎
林 雄一郎（はやし ゆういちろう、1912年（大正元年）12月31日 - 2004年（平成16年）8月19日）は、昭和時代から平成時代にかけての合唱指揮者、作曲家。

## 経歴
大阪市・船場で紙箱製造業を営む家庭の五男として生まれる。汎愛小学校、明星商業学校を経て1930年（昭和5年）関西学院高等商業部に入学。在学中は関西学院グリークラブに所属し、3年生より学生指揮者を務める。在籍中に後に「関学トーン」と呼ばれる独自の響きを編み出し、1933年（昭和8年）第7回競演合唱祭に初出場で優勝。
卒業後は合唱指揮、作曲・編曲で活動。特に宗教曲、歌曲、流行曲等多岐にわたる合唱編曲に力を入れ、また師事した山田耕筰から山田の全歌曲を合唱に編曲するよう依頼され精力的に取り組んだ。1934年（昭和9年）新月会の結成に寄与し、初代指揮者を務める。関西合唱連盟最高顧問、新月会会長を歴任。1979年（昭和54年）長井賞受賞。

## 音楽・エピソード
近代の船場は、大阪商人の財力を背景として豊富な伝統文化と新出の大正文化とを採り入れた地域であり、林はその自由闊達な雰囲気の中で育った。家では長兄がピアノを弾き、オペラ曲をよく歌った。その影響を受けて林も幼少期から音楽が好きであった。関学入学後、それまで米英の合唱曲をとりあげることが多かった関学グリーに、ドイツの合唱曲を持ち込むことを構想する。林は高価な本であったドイツの合唱曲集2冊組を早速購入し、全600曲超を何度も足踏みオルガンで繰り返し弾いてみた。やがて全曲を覚えてしまうと、「まず、その曲を隅から隅まで研究することだ。すると、作曲家の意図が自然と理解できる。いきおい、その曲がおもしろくなる。自分自身がおもしろいと思ってこそ、いい演奏ができるのだ。」と悟る。そして次々に楽譜やレコードを買い求め、男声合唱の理解を深め、「西洋音楽の実践的指導要領」を確立していく。3年生になるころには、林は関学グリー内でも群を抜いた存在となっていた。
学生指揮者に就任して間もなく、純正調ハーモニーの存在を知る。横山大観の水墨画「雲と波」を見て、墨一色のその画から受けたすさまじい動的迫力からヒントを得、林はこれを関学グリーに導入しようと試みるが、部員の理解は容易でなかった。そこで林は、関学の伝統である部員同士の音楽的友情（メンタルハーモニー）を拠り所に練習を通して部員に会得させることに成功した。メンタルハーモニーと純正調のハーモニーとを結び付けて生み出した「関学トーン」はその後の関学グリーの大躍進の源となり、平成の時代に至ってもなお受け継がれている。
第7回競演合唱祭に出場した合唱団は、関学グリー以外はすべて関東の合唱団であった。上京の列車の中で、横浜を過ぎたあたりから乗り込んできた東京リーダーターフェル・フェラインの団員から関学グリーは田舎者扱いの嘲笑を受ける。これをこらえると、不思議に、これまでの不安感が消え、必ず勝つと激しい闘志がわいてきた。結果は優勝を果たし（東京リーダーターフェル・フェラインは5位）、鼻をあかすことに成功した。後日「音楽之友」に掲載された記事では、多くの賞牌を抱えて大喜びする関学グリーの写真とともに「…嗚呼」と記され、「田舎者」に賞をさらわれた関東勢の無念さが表れている。